# استئصال بطني عجاني
الاستئصال البطني العجاني وهي عملية جراحية تتم لإزالة الشرج والمستقيم وجزء من القولون من خلال شق في البطن، لاستئصال سرطان الشرج أو سرطان المستقيم.
نهاية القطع في الأمعاء تثبت على فتحة في سطح البطن، ليتم جمع فضلات الجسم والتخلص منها في كيس خارج الجسم. وهو ما يطلق عليه تفميم القولون (بالإنجليزية: colostomy)‏. يتم إزالة العقد اللمفية التي تحتوي على السرطان خلال هذه العملية.